# Lycaena taurica
Lycaena taurica är en fjärilsart som beskrevs av Venzmer 1921. Lycaena taurica ingår i släktet Lycaena och familjen juvelvingar. Inga underarter finns listade i Catalogue of Life.